# Nipponanthemum
Nipponanthemum, monotipski rod grmolikih trajnica iz porodice glavočika smješten u podtribus Artemisiinae. Jedina vrsta je japanski endem N. nipponicum, nekada uključivana u rod Chrysanthemum. Ime roda dolazi po riječi Nippon za Japan i roda Chrysanthemum. Vrsta se udomaćila i u New Yorku i New Jerseyu.
Naraste do 100 cm visine. Vrijeme cvjetanja: od srpnja do kolovoza.

## Vrste
|  | Zajednički poslužitelj ima još gradiva o temi Nipponanthemum |
|  | Wikivrste imaju podatke o taksonu Nipponanthemum             |

- N. nipponicum
- N. nipponicum
- N. nipponicum